# Comuna Mîroliubivka, Sînelnîkove
Mîroliubivka (în ucraineană Миролюбівка) este o comună în raionul Sînelnîkove, regiunea Dnipropetrovsk, Ucraina, formată din satele Andriivka, Mîroliubivka (reședința), Novîi Posiolok, Novocernihivske, Partîzanî și Tersa.

## Demografie
Componența lingvistică a satului Mîroliubivka
     Ucraineană (92,72%)
     Rusă (5,27%)
     Belarusă (1,04%)
Conform recensământului din 2001, majoritatea populației satului Mîroliubivka era vorbitoare de ucraineană (92,72%), existând în minoritate și vorbitori de rusă (5,27%) și belarusă (1,04%).